# Ricardo Daniel Márquez
Ricardo Daniel Márquez (San Miguel de Tucumán, Tucumán, 2 de abril de 1977) es un exfutbolista argentino que jugaba como volante.

## Trayectoria

### Atlético Tucumán
Márquez debutó con la camiseta de Atlético Tucumán en el año 1996. En el decano jugó hasta el año 2001 y llegó a disputar más de 100 partidos con la camiseta del equipo de San Miguel de Tucumán.

### Gimnasia y Tiro
Por problemas económicos, el club tucumano debió vender a muchos de sus jugadores. Es así que en 2002, Márquez se mudó a Salta, para sumarse a Gimnasia y Tiro.

### La Florida
En 2005 regresó a su provincia natal y se sumó a La Florida. Al momento de su arribo, el club del este tucumano atravesaba el mejor momento de su historia.

## Clubes
| Club             | País      |
| ---------------- | --------- |
| Atlético Tucumán | Argentina |
| Gimnasia y Tiro  | Argentina |
| La Florida       | Argentina |